# Achille Souques
Alexandre Achille Cyprien Souques, né le 6 février 1860 à Peyre et mort le 24 décembre 1944 à Servon, est un médecin français, spécialiste de neurologie, membre de l'Académie de médecine (1918).

## Biographie
Durant ses études, Achille Souques est externe des hôpitaux de Paris de 1882 à 1886, puis interne de 1886 à 1890. Il se spécialise vers la neurologie sous la direction de Jean-Martin Charcot, Charles Fernet, puis Anatole Chauffard dans le service duquel il eut à soigner le poète Paul Verlaine. Il est lauréat de la médaille d'or des internes en 1891.
Il est moniteur d'anatomie pathologique de 1892 à 1893, puis commence sa carrière comme chef de clinique d'Édouard Brissaud puis de Fulgence Raymond de 1893 à 1895, avant d'être chef de laboratoire de la faculté de 1895 à 1899. En 1898, il est nommé médecin des hôpitaux de Paris, il exerce d'abord à l'Hôtel-Dieu, à l'hospice d'Ivry. Il succède ensuite à Pierre Marie à Bicêtre avant de devenir chef de service à la Salpêtrière.
Pendant la Première Guerre mondiale, il ouvrit à la Salpêtrière, un service spécialisé en neurologie de guerre.
Il est un des fondateurs de la Société de neurologie de Paris en 1899 et membre du bureau. Il est élu à l'Académie nationale de médecine en 1918.
Il forma de nombreux élèves, dont Thierry de Martel, Charles Foix, Paul Harvier, Clovis Vincent, Jean Alexandre Barré, Pierre Vallery-Radot, Théophile Alajouanine, Henri Baruk et Ivan Bertrand.
Il prend sa retraite en 1926.

## Distinctions
- Légion d'honneur : chevalier 11 décembre 1903, officier le 27 juin 1921[2].
- Membre de l'Académie nationale de médecine.

## Travaux
Souques est connu pour ses recherches approfondies sur la maladie de Parkinson, et dans un traité intitulé Rapport sur les syndromes parkinsoniens, en 1921, il a documenté l'importance de l'encéphalite léthargique comme une cause de la maladie de Parkinson. Avec son mentor Jean-Martin Charcot (1825-1893), il a décrit l'éponyme syndrome de « Souques-Charcot », qui est une variante de la maladie de Hutchinson-Gilford. Souques est également crédité de l'introduction du terme « camptocormie » pour décrire une posture avant-flexion anormale.

## Publications
- Étude des syndromes hystériques simulateurs des maladies organiques de la moelle épinière, thèse présidée par Charcot en 1890.
- Infantilisme hypophysaire, avec Stéphen Chauvet (1885-1950), Nouvelle iconographie de la Salpêtrière, Paris, 1913, 26: 69-80.
- Rapport sur les syndromes parkinsoniens, Revue neurologique, Paris, 1921, 28: 534-573.
- Kinésie paradoxale, Revue neurologique, Paris, 1921, 37: 559-560[4].
- Charcot intime, Presse médicale, 27 mai 1925, p. 693-698
- avec Rosanoff–Saloff, La camptocormie, Rev Neurol (Paris) 1914-1915;22:937-939.
- Étapes de la neurologie dans l'antiquité grecque, Paris, Masson, 1936.

## Éponymie
- Signe des cils de Souques[5]: dans la paralysie faciale fruste, les cils semblent être plus apparents du côté paralysé lors de la fermeture forcée des paupières.
- Signe de Souques: extension involontaire et la diffusion des doigts lorsque le bras parétique des patients est élevé et étendu.
- Syndrome de Souques et Charcot : description du géromorphisme cutané.

## Sources et bibliographie
- (en) Cet article est partiellement ou en totalité issu de l’article de Wikipédia en anglais intitulé « Alexandre-Achille Souques » (voir la liste des auteurs).